# سن جیووانی جمینی
سن جیووانی جمینی (به ایتالیایی: San Giovanni Gemini) یک کومونه در ایتالیا است که در استان آگریجنتو واقع شده‌است.

## خصوصیات
سن جیووانی جمینی ۲۶٫۳ کیلومترمربع مساحت و ۸٬۱۵۹ نفر جمعیت دارد و ۶۷۰ متر بالاتر از سطح دریا واقع شده‌است.